# Thierry d'Arbonneau
Thierry d'Arbonneau, né le 31 octobre 1947 à Bar-le-Duc et mort le 9 octobre 2019 à Poissy, est un militaire français. Vice-amiral d'escadre, il commande la Force océanique stratégique du 9 septembre 2002 au 30 septembre 2004.

## Biographie

### Formation
D'abord élève de classe préparatoire au Prytanée national militaire, Thierry d'Arbonneau entre à l'École navale en 1966.

### Carrière militaire
Thierry d'Arbonneau est commandant du sous-marin nucléaire lanceur d'engins Le Tonnant de 1989 à 1991.
Du 9 septembre 2002 au 30 septembre 2004, il est l'amiral commandant la Force océanique stratégique (ALFOST). Il est ensuite nommé conseiller du Gouvernement pour la défense le 1er novembre 2004 jusqu'à son admission en deuxième section le 1er juillet 2005.

### Carrière dans le civil
Thierry d'Arbonneau rejoint le groupe AREVA en 2005 en tant que directeur de la protection du patrimoine et des personnes. Il est limogé à la suite de l'enlèvement de plusieurs salariés d'AREVA au Niger en 2010, et se voit confier une mission concernant les réacteurs de petite puissance. Il quitte le groupe en 2011.
Il conseille Nicolas Sarkozy lors de sa campagne présidentielle en 2007.
Dans les années 2010, il dirige la publication de L'encyclopédie des sous-marins français.

## Publications
Sous sa direction :
- Collectif, L'encyclopédie des sous-marins français : Naissance d'une arme nouvelle, vol. I, Paris, SPE-Barthélémy, 2009, 479 p. (ISBN 978-2-912838-43-8).
- Gérald Boirayon, Robert Feuilloy, Marc Lanne et al. (préf. Olivier de Kersauson, ill. Michel Bez), L'encyclopédie des sous-marins français : D'une guerre à l'autre, vol. II, Paris, SPE-Barthélémy, 2010, 431 p. (ISBN 2-912838-44-4).
- Gérald Boirayon, Robert Feuilloy, Marc Lanne et al. (préf. Gérard Longuet, ill. Michel Bez), L'encyclopédie des sous-marins français : L'apogée des classiques, vol. III, Paris, SPE-Barthélémy, 2011, 429 p. (ISBN 2-912838-46-0).
- Gérald Boirayon, Robert Feuilloy, Pierre Marche et al. (préf. Jean-Yves Le Drian, ill. Michel Bez), L'encyclopédie des sous-marins français : La fin de la Guerre froide, vol. IV, Paris, SPE-Barthélémy, 2017, 464 p. (ISBN 2-912838-55-X).
- Collectif (préf. Didier Decoin, ill. Michel Bez), L'encyclopédie des sous-marins français : La construction d'un sous-marin, approche générique et prospective, vol. VI, Paris, SPE-Barthélémy, 2013, 397 p. (ISBN 978-2-912838-57-5).

## Grades militaires
- 1er septembre 1998 : contre-amiral[8].
- 1er novembre 2001 : vice-amiral[9].
- 1er octobre 2002 : vice-amiral d'escadre[10].

## Décorations
- Commandeur de la Légion d'honneur en 2004[11] (officier en 1998[12]).
- Commandeur de l'ordre national du Mérite en 2001[13] (officier en 1994[14]).